# Филиппинский ширококлюв
Филиппинский ширококлюв (лат. Sarcophanops samarensis) — вид птиц в семействе рогоклювых (Eurylaimidae). Подвидов не выделяют.  Ранее его считали  конспецифичным с Sarcophanops steerii. Этот вид эндемичен для островов Самар, Лейте и Бохол в центральных Филиппинах.
Его естественными биотопами являются тропические влажные равнинные леса. Этому виду угрожает потеря и деградация местообитаний.

## Описание и таксономия
Маленькая, ярко окрашенная птица, обитатель равнинных тропических лесов островов Бохол, Лейте и Самар. У него бледно-голубой клюв и ярко-голубые кожистые складки вокруг глаз, черная лицевая часть головы, шапочка с бледными нечеткими полосками, рыжевато-коричневая спина, тёмное крыло с розовато-белой полосой на крыле, тонкий белый воротник, переходящий на спинной стороне в широкую полосу чешуйчатой окраски, рыжеватые надхвостье и хвост. Для этого вида характерен половой диморфизм, у самца брюхо рыжевато-розовое, а у самки — чисто-белое. Воротник у самцов рыжевато-розовый, а у самок - черно-белый. Голос включает жалобный свист и резкое «chink».
Он отличается более тонким рыжеватым воротником и белым пятном на крыле от близкого вида Sarcophanops steerii, у которого белый воротник шире, а пятно на крыле  желтоватого оттенка. Этот вид также меньше, его размеры составляют 14–15 см против 16–18 см у Sarcophanops steerii

## Экология и поведение

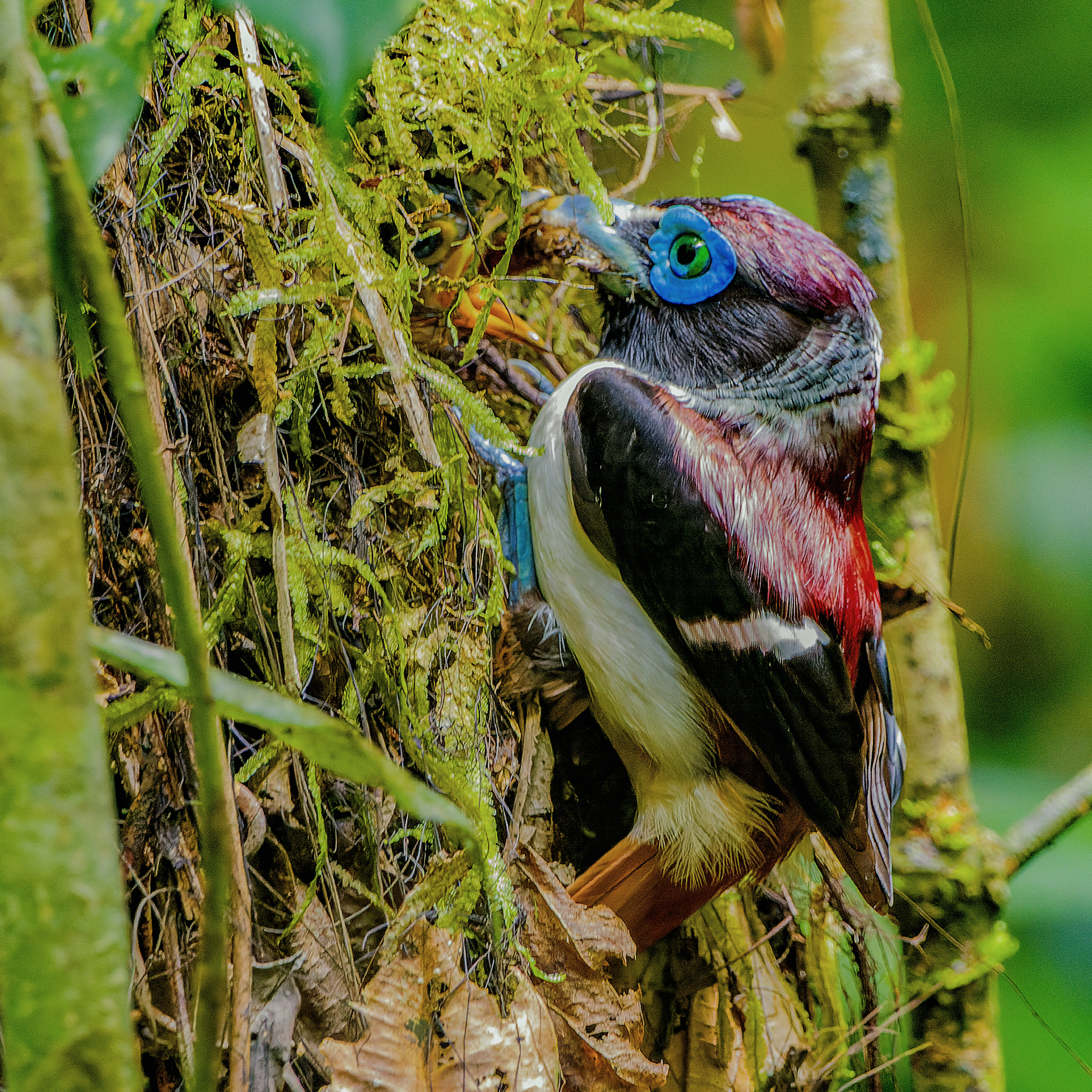
Самка филиппинского ширококлюва у гнезда (виден клюв птенца, выпрашивающего корм)

Филиппинские ширококлювы насекомоядны и добывают корм в средних и нижних ярусах лесной полога. Встречаются поодиночке, парами или даже небольшими семейными группами до 5 птиц. Редко присоединяется к смешанным стаям.
Основной сезон размножения, как полагают, длится с марта по май, хотя слётков  наблюдали  в мае и июле, а молодых особей — в апреле, июле и августе.

## Биотопы и природоохранный статус

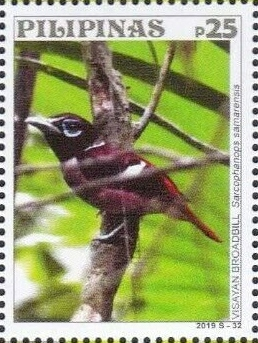
Марка Филиппин 2019 года с изображением самца филиппинского ширококлюва

Его естественные места обитания тропические влажные равнинные леса, тропические мангровые леса и тропические влажные кустарниковые заросли. Большинство регистраций этого вида приходится на высоты ниже 1000 метров над уровнем моря. Этот вид часто можно обнаружить кормящимся среди подлеска и в нижних ярусах лесного полога.
МСОП орассматривает этот вид как уязвимый с общей численностью, оцениваемой в 2500–9999 особей. Основная угроза виду — уничтожение равнинных тропических лесов на всех островах, охваченных его ареалом. Большая часть сохранившихся равнинных лесов, которые не находятся под охраной, остаются крайне уязвимыми как для официальных законных, так и для незаконных рубок. Вырубки часто приводят к необратимым потерям местообитаний вида, территории занятые лесами превращаются в сельскохозяйственные земли при помощи  подсечно-огневого метода или в  добычи полезных ископаемых. На острове Бохоль осталось всего 4% лесов, а на Самаре и Лейте вместе взятых осталось около 400 км2 первичного леса, при этом вырубка лесов не прекращается.
Вид находится под защитой в нескольких охраняемых зонах, таких как Защищенный ландшафт Раджа Сикатуна и Природный парк острова Самар, однако охрана в них слабая.
Предлагаемые природоохранные меры включают обследование оставшихся мест обитания для лучшего понимания экологии и более точной оценки численности. В дальнейшем предполагается предложить участки, поддерживающие ключевые для вида популяции, и добиться того, чтобы предлагаемые охраняемые территории получили фактическую защиту от угрозы уничтожения.